# Mario Signorino
Mario Signorino (Messina, 10 marzo 1938 – Roma, 15 agosto 2016) è stato un giornalista e politico italiano.
Si laureò in Scienze politiche. Collaboratore di Ernesto Rossi, fu nella redazione de "l'astrolabio", divenendone redattore capo dal 7 Gennaio 1968 e, poi, dal 4 Aprile 1968 al Novembre 1970, vice direttore responsabile. 
Nel 1977 fu fondatore degli Amici della Terra, associazione ambientalista della quale fu a lungo presidente.
Fu senatore del Partito Radicale e primo presidente dell'Agenzia nazionale per la protezione dell'ambiente.